# 新進石川
新進石川（しんしんいしかわ）は、かつて存在した日本の政治団体（確認団体）。
「新進石川」の名称は、「新進党こそが政権交代の理念を持っていた」との思いから、その意志を継続するために命名された。

## 歴史
1993年（平成5年）に自民党の有力者で竹下派七奉行の一人である奥田敬和の離党・新生党結成により、奥田系の県議も自民党を離党し新生党石川県支部連合会を発足した。
1994年（平成6年）に石川県知事で奥田の盟友である中西陽一が死去した。後継の知事選挙は非自民・非共産の細川護煕内閣発足後初めての大型選挙となり、当時副知事であった谷本正憲を連立与党推薦候補として擁立。奥田率いる新生党はその中核勢力として自民党推薦の石川弘（元参議院議員）を破り、当選させた。同年、新進党の発足に伴って新生党は解党し、新進党石川県支部連合会を発足。
1996年（平成8年）、第41回総選挙において石川2区に奥田側近で新進党県議である一川保夫を党公認で、石川3区には同じく県議で自民党を離党した矢田富郎を無所属でそれぞれ擁立、奥田・一川を当選させる。矢田は落選後、自民党に復党し県議に復帰する。
1997年（平成9年）に奥田が新進党を離党し太陽党を結成するも系列県議は新進党に留まり、一川も残留する。
1998年（平成10年）に新進党が解散し奥田が非自民勢力の再編成に奔走する中、奥田を支援する石川県議会議員の金原博、宇野邦夫らが政党とは距離を置き、独自の県議会会派・新進石川を結成する。一川は自由党結成に参画する。7月12日の第18回参院選において定数1の石川県選挙区で副知事の岩本荘太を擁立、現職の沓掛哲男を下す。その4日後に奥田が死去。精神的支柱を失うも自民党に復党せず、各種国政選挙では奥田の子息である奥田建・一川などの非自公・共産勢力を支援している。
2004年（平成16年）7月11日の第20回参院選において民主党県連の候補者擁立が難航する中、自民党公認の岡田直樹を支援する。
2005年（平成17年）、参院選での共闘から自民党との連携を模索していたが、自民党が県議会議長人事で独自候補にこだわったため共闘を断念する。
2007年（平成19年）7月29日の第21回参院選に一川が鞍替え出馬、自民党の矢田富郎を下し国政復帰する。一川の当選に伴い民主党代表の小沢一郎が新進石川の民主党合流を要請した。翌2008年（平成20年）に合流することを決定したが、大連立騒動の余波で生じた小沢の民主党代表辞任騒動の際に、民主党への合流方針を白紙に戻した。
2009年（平成21年）8月30日の第45回衆議院議員総選挙において奥田が当選、比例区では新進石川が中心となって公認申請した沓掛哲男が国政復帰を果たす。さらにこの選挙で民主党が大勝したことを受け、同年10月民主党に合流することを決定。
民主党石川県連もこれを了承し、翌11月に正式に合流した。
その後も石川県議会の会派としては存続し続け、谷本正憲知事を支えたが、2012年（平成24年）12月16日に執行された第46回衆議院議員総選挙では支援した民主党候補が全員落選した。この結果によって会長の宇野に対する反発が強まり、19日に宇野を除く6人が離脱、新谷博範も一人会派を結成する意向を表明した。
また、25日までに、金原・石坂・北村・米澤・米光・吉田の6人は、一人会派「民主いしかわ」に所属していた川裕一郎と共に新会派「県政石川議員会」を結成し、新谷も一人会派「改新」を結成した。一方、宇野は民主党を離党し、一人会派となった「新進石川議員会」に引き続き所属した。
2014年（平成26年）3月27日、新谷博範が復帰し代表に就任した。
2014年9月、新谷は民主党に離党届を提出したが、同年10月6日、金沢市長選挙で自民党推薦候補を公然と支援したとして、民主党石川県連は新谷を除籍処分とした。これにより、石川県議会に民主党籍を持つ議員は存在しなくなった。
2015年4月の県議選で新谷が引退したことにより宇野が代表に復帰した。しかし、同年5月に宇野の元秘書らが選挙違反で逮捕され、その公判中の同年7月17日、宇野は議員辞職し、一人会派となっていた新進石川は消滅。新進党石川県連として発足して以来、約20年に亘る歴史に幕を下ろした。

## 歴代役員
| 会長     | 副会長   | 幹事長   | 顧問   |
| -------- | -------- | -------- | ------ |
| 金原博   | 米沢利久 | 宇野邦夫 |        |
| 金原博   |          | 宇野邦夫 |        |
| 宇野邦夫 |          | 石坂修一 | 金原博 |
| 宇野邦夫 |          |          |        |
| 新谷博範 |          |          |        |
| 宇野邦夫 |          |          |        |

## 所属議員
| 新進石川議員会所属議員（消滅時点） | 新進石川議員会所属議員（消滅時点） | 新進石川議員会所属議員（消滅時点） | 新進石川議員会所属議員（消滅時点） | 新進石川議員会所属議員（消滅時点） | 新進石川議員会所属議員（消滅時点） | 新進石川議員会所属議員（消滅時点） | 新進石川議員会所属議員（消滅時点） | 新進石川議員会所属議員（消滅時点） |  |
| ---------------------------------- | ---------------------------------- | ---------------------------------- | ---------------------------------- | ---------------------------------- | ---------------------------------- | ---------------------------------- | ---------------------------------- | ---------------------------------- |  |
| 宇野邦夫                           |                                    |                                    |                                    |                                    |                                    |                                    |                                    |                                    |  |
| 2014年衆議院総選挙時点（2名）      |                                    |                                    |                                    |                                    |                                    |                                    |                                    |                                    |  |
| 宇野邦夫                           | 新谷博範                           |                                    |                                    |                                    |                                    |                                    |                                    |                                    |  |
| 2012年衆議院総選挙時点（8名）      |                                    |                                    |                                    |                                    |                                    |                                    |                                    |                                    |  |
| 金原博                             | 宇野邦夫                           | 石坂修一                           | 北村繁盛                           | 米澤賢司                           | 米光正次                           | 吉田修                             | 新谷博範                           |                                    |  |
| 民主党合流時（9名）                |                                    |                                    |                                    |                                    |                                    |                                    |                                    |                                    |  |
| 金原博                             | 宇野邦夫                           | 石坂修一                           | 北村繁盛                           | 米澤賢司                           | 米光正次                           | 吉田修                             | 桜井廣明                           | 広岡立美                           |  |
| 結成時                             |                                    |                                    |                                    |                                    |                                    |                                    |                                    |                                    |  |
| 金原博                             | 宇野邦夫                           | 石坂修一                           | 北村繁盛                           | 米澤賢司                           | 粟貴章                             |                                    |                                    |                                    |  |

## 党勢の推移
| 選挙         | 選挙結果 | 備考                            |
| ------------ | -------- | ------------------------------- |
| 第13回知事選 | ○        | 新生党石川県連                  |
| 1995県議選   |          | 新進党公認                      |
| 第17回参院選 | ●        | 民主改革連合公認                |
| 第41回総選挙 | ○2/3     | 小選挙区1/3、新進党石川県連     |
| 第14回知事選 | ○        | 新進石川                        |
| 第18回参院選 | ○        | 無所属                          |
| 衆院補選     | ○        | 民主党公認                      |
| 1999県議選   |          | 新進石川公認                    |
| 第42回総選挙 | ○3/4     | 小選挙区1/3、いずれも民主党公認 |
| 第19回参院選 | ●        | 無所属                          |
| 第15回知事選 | ○        |                                 |
| 2003県議選   | ○8/8     |                                 |
| 第43回総選挙 | ●2/3     | 小選挙区1/3、いずれも民主党公認 |
| 第20回参院選 | ○        | 自民党公認                      |
| 第44回総選挙 | ●0/3     | いずれも民主党公認              |
| 第16回知事選 | ○        |                                 |
| 2007県議選   | ●7/8     | 新進石川公認                    |
| 第21回参院選 | ○        | 民主党公認                      |
| 第45回総選挙 | ○4/4     | 小選挙区2/3、いずれも民主党公認 |
| 2011県議選   | ○8/9     | 民主公認7、新進石川公認1        |
| 第46回総選挙 | ●0/3     | いずれも民主党公認              |
| 2015県議選   | ○1/1     | 新進石川公認1                   |